# Horst Jung
Horst Jung (* um 1936) ist ein ehemaliger deutscher Tischtennisspieler. Er nahm an der Weltmeisterschaft 1955 teil.
Jung spielte zunächst im Verein VfL Poppelsdorf. 1951 wurde er Westdeutscher Jugendmeister. Später wechselte er zum TTF Bonn und spielte in der Oberliga West, der damals höchsten deutschen Spielklasse. Nach einem Zwischenspiel 1956/57 beim MTV München von 1879 kehrte er wieder zum TTF Bonn zurück. Bei den deutschen Meisterschaften kam er 1955 im Doppel mit Helmuth Hoffmann auf Platz drei. In diesem Jahr wurde er in der DTTB-Rangliste auf Platz 12 geführt.
1955 wurde er für die Individualwettbewerbe der Weltmeisterschaft in Utrecht nominiert. Hier schied er im Einzel in der ersten Runde gegen Curt Osterholm (Schweden) aus. Das Doppel mit Kurt Seifert kam zwei Runden weiter, indem es Harry Hirschkowitz/Robert Gusikoff (USA) und ein Doppel aus Vietnam ausschaltete. Die späteren Gewinner der Bronzemedaille Ichiro Ogimura/Yoshio Tomita (Japan) waren dann jedoch zu stark.

## Turnierergebnisse
| Verband | Veranstaltung     | Jahr | Ort     | Land | Einzel     | Doppel    | Mixed        | Team |
| ------- | ----------------- | ---- | ------- | ---- | ---------- | --------- | ------------ | ---- |
| GER     | Weltmeisterschaft | 1955 | Utrecht | NED  | letzte 128 | letzte 16 | keine Teiln. |      |